# 1963-as női sakkolimpia
A 2. női sakkolimpiát 1963. szeptember 22. és október 10. között Jugoszláviában, Splitben (ma Horvátország), a The Marian Hotelben rendezték meg. Hat év szünet után került sor a nők második olimpiai versengésére. A nyílt és a női versenyek együttes megrendezésére rendszeresen csak 1976-tól kezdődően került sor. A verseny győztese a címvédő szovjet válogatott lett.

## A résztvevők
A versenyen 15 ország 41 versenyzője vett részt, köztük 1 nemzetközi mester és 14 női nemzetközi mester. A csapatok két főt és egy tartalékot nevezhettek, köztük az erősorrendet meg kellett adni, így lehetőség nyílt a táblánkénti legjobb egyéni eredmények megállapítására.

## A verseny lefolyása
A versenyt a csapatok között körmérkőzéses formában rendezték. A csapat eredményét az egyes versenyzők által megszerzett pontok alapján számolták. Holtverseny esetén vették csak figyelembe a csapateredményeket, ahol a csapatgyőzelem 2 pontot, a döntetlen 1 pontot ért. Ennek egyenlősége esetén az egymás elleni eredményt, ha ez is egyenlő volt, akkor a Sonneborn–Berger-számítást vették alapul.
A játszmákban fejenként 2,5 óra állt rendelkezésre az első 40 lépés megtételéhez, majd 16 lépésenként további 1 óra.
A verseny nagy esélyese a szovjet válogatott volt, az első táblán a regnáló világbajnok Nona Gaprindasvili, a második táblán a szovjet bajnok Tatjana Zatulovszkaja, a tartalék a korábbi háromszoros szovjet bajnok, az 1957-es olimpiai bajnokságot nyert csapat tagja, Kira Zvorikina volt. A szovjetek esélyessége ellenére a versenyen az utolsó forduló előtt a jugoszláv válogatott állt az élen, igaz, egy fordulóval többet játszottak a többi csapatnál, és a szovjeteknek ekkor már 1 pont is elég volt az olimpiai bajnoki cím megszerzéséhez. A harmadik helyet az élen végző két csapattól leszakadva a Német Demokratikus Köztársaság csapata szerezte meg.
A magyar csapatot Karakas Éva, Krizsán-Bilek Gyuláné és Gombás Judit alkotta. Gyenge kezdés után a verseny második felében jöttek fel, és végül a 6. helyen végeztek.

## A verseny végeredménye
| H. | Csapat                    | O.kód | 1 | 2 | 3  | 4  | 5  | 6  | 7  | 8  | 9  | 10 | 11 | 12 | 13 | 14 | 15 | Pont | CsP[2] | SB[3]  | +  | = | -  |
| -- | ------------------------- | ----- | - | - | -- | -- | -- | -- | -- | -- | -- | -- | -- | -- | -- | -- | -- | ---- | ------ | ------ | -- | - | -- |
| 1  | Szovjetunió               | URS   | ● | 1 | 1  | 1½ | 1½ | 2  | 2  | 2  | 2  | 2  | 2  | 2  | 2  | 2  | 2  | 25   | 26     | 162.25 | 12 | 2 | 0  |
| 2  | Jugoszlávia               | YUG   | 1 | ● | 1½ | 1  | 1½ | 2  | 1½ | 2  | 2  | 2  | 2  | 2  | 2  | 2  | 2  | 24½  | 26     | 163.75 | 12 | 2 | 0  |
| 3  | NDK                       | GDR   | 1 | ½ | ●  | 1  | 2  | ½  | 1  | 2  | 2  | 2  | 2  | 1½ | 1½ | 2  | 2  | 21   | 21     | 118.00 | 9  | 3 | 2  |
| 4  | Románia                   | ROM   | ½ | 1 | 1  | ●  | 0  | 1½ | 1½ | 1½ | 1  | 1½ | 2  | 2  | 2  | 1  | 2  | 18½  | 20     | 117.50 | 8  | 4 | 2  |
| 5  | Bulgária                  | BUL   | ½ | ½ | 0  | 2  | ●  | 1½ | ½  | ½  | 1  | 1½ | 2  | 2  | 1½ | 2  | 2  | 17½  | 17     | 85.25  | 8  | 1 | 5  |
| 6  | Magyarország              | HUN   | 0 | 0 | 1½ | ½  | ½  | ●  | 1  | 1½ | 1½ | 2  | 1½ | 2  | 1½ | 2  | 1½ | 17   | 19     | 99.75  | 9  | 1 | 4  |
| 7  | Hollandia                 | NED   | 0 | ½ | 1  | ½  | 1½ | 1  | ●  | 1  | 1½ | 1½ | 1  | 1  | 2  | 1  | 2  | 15½  | 16     | 88.25  | 5  | 6 | 3  |
| 8  | Lengyelország             | POL   | 0 | 0 | 0  | ½  | 1½ | ½  | 1  | ●  | 1  | ½  | 2  | 2  | 2  | 2  | 2  | 15   | 14     | 64.50  | 6  | 2 | 6  |
| 9  | Amerikai Egyesült Államok | USA   | 0 | 0 | 0  | 1  | 1  | ½  | ½  | 1  | ●  | 2  | 0  | 1½ | 2  | 1  | 2  | 12½  | 12     | 56.00  | 4  | 4 | 6  |
| 10 | NSZK                      | GER   | 0 | 0 | 0  | ½  | ½  | 0  | ½  | 1½ | 0  | ●  | 1  | 1½ | 2  | 1½ | 1½ | 10½  | 11     | 42.75  | 5  | 1 | 8  |
| 11 | Mongólia                  | MGL   | 0 | 0 | 0  | 0  | 0  | ½  | 1  | 0  | 2  | 1  | ●  | ½  | 2  | 2  | 1½ | 10½  | 10     | 40.00  | 4  | 2 | 8  |
| 12 | Ausztria                  | AUT   | 0 | 0 | ½  | 0  | 0  | 0  | 1  | 0  | ½  | ½  | 1½ | ●  | 1  | 1  | 2  | 8    | 7      | 27.75  | 2  | 3 | 9  |
| 13 | Monaco                    | MNC   | 0 | 0 | ½  | 0  | ½  | ½  | 0  | 0  | 0  | 0  | 0  | 1  | ●  | 1½ | 1  | 5    | 4      | 11.25  | 1  | 2 | 11 |
| 14 | Belgium                   | BEL   | 0 | 0 | 0  | 1  | 0  | 0  | 1  | 0  | 1  | ½  | 0  | 1  | ½  | ●  | 0  | 5    | 4      | 27.25  | 0  | 4 | 10 |
| 15 | Skócia                    | SCO   | 0 | 0 | 0  | 0  | 0  | ½  | 0  | 0  | 0  | ½  | ½  | 0  | 1  | 2  | ●  | 4½   | 3      | 7.50   | 1  | 1 | 12 |

### Az egyéni érmesek
| H. | Versenyző neve        | Ország      | Pont | Játszmaszám | Százalék |
| -- | --------------------- | ----------- | ---- | ----------- | -------- |
|    | Nona Gaprindasvili    | Szovjetunió | 11½  | 12          | 95,8     |
|    | Alexandra Nicolau     | Románia     | 10   | 12          | 83,3     |
|    | Edith Keller-Herrmann | NDK         | 11½  | 14          | 82,1     |
| H. | Versenyző neve        | Ország      | Pont | Játszmaszám | Százalék |
| -- | --------------------- | ----------- | ---- | ----------- | -------- |
|    | Verica Nedeljković    | Jugoszlávia | 12   | 12          | 100      |
|    | Tatjana Zatulovszkaja | Szovjetunió | 8    | 10          | 80       |
|    | Waltraud Nowarra      | NDK         | 7    | 10          | 70       |
| H. | Versenyző neve        | Ország        | Pont | Játszmaszám | Százalék |
| -- | --------------------- | ------------- | ---- | ----------- | -------- |
|    | Hendrika Timmer       | Hollandia     | 6½   | 9           | 72,2     |
|    | Miroslawa Litmanowicz | Lengyelország | 6½   | 10          | 65       |
|    | Hilde Kasperowski     | Ausztria      | 3½   | 11          | 31,8     |

## A szépségdíjas játszmák
- A legjobb játszma díja: Gresser, Gisela (USA) – Gaprindashvili, Nona (URS) 0–1
- A legjobb végjáték díja: Lazarević, Milunka (YUG) – Vreeken, Corry (NED) 1–0

## A magyar versenyzők eredményei
| Forduló                            | Ellenfél                           | Karakas Éva        | Karakas Éva | Krizsán-Bilek Gyuláné | Krizsán-Bilek Gyuláné | Gombás Judit | Gombás Judit | Pont |
| ---------------------------------- | ---------------------------------- | ------------------ | ----------- | --------------------- | --------------------- | ------------ | ------------ | ---- |
| 1                                  | Szovjetunió                        | Nona Gaprindasvili | 0           | Zatulovszkaja         | 0                     |              |              | 0    |
| 2                                  | Jugoszlávia                        | Lazarević          | 0           | Nedeljković           | 0                     |              |              | 0    |
| 3                                  | NDK                                | Keller-Herrmann    | ½           | Nowarra               | 1                     |              |              | 1½   |
| 5                                  | Bulgária                           | Asenova            | ½           | Todorova              | 0                     |              |              | ½    |
| 6                                  | Románia                            | Nicolau            | ½           |                       |                       | Teodorescu   | 0            | ½    |
| 7                                  | NSZK                               | Brandler           | 1           | Kulke                 | 1                     |              |              | 2    |
| 8                                  | Monaco                             | Renoy-Chevrier     | ½           | Cauquil               | 1                     |              |              | 1½   |
| 9                                  | Lengyelország                      | Radzikowska        | 1           | Litmanowicz           | ½                     |              |              | 1½   |
| 10                                 | Mongólia                           | Hulgana            | 1           | Handsuren             | ½                     |              |              | 1½   |
| 11                                 | Belgium                            | Loeffler           | 1           |                       |                       | Cuijpers     | 1            | 2    |
| 12                                 | Skócia                             | Steedman           | 1           | Elder                 | ½                     |              |              | 1½   |
| 13                                 | Amerikai Egyesült Államok          | Gresser            | ½           | Bain                  | 1                     |              |              | 1½   |
| 14                                 | Ausztria                           | Samt               | 1           |                       |                       | Kasperowski  | 1            | 2    |
| 15                                 | Hollandia                          | Heemskerk          | ½           | Timmer                | ½                     |              |              | 1    |
| Szerzett pontszám (Játszmák száma) | Szerzett pontszám (Játszmák száma) | 9 (14)             | 9 (14)      | 6 (11)                | 6 (11)                | 2 (3)        | 2 (3)        |      |